# Manfred Neumerkel
Manfred Neumerkel (* 7. August 1929) ist ein deutscher ehemaliger Fußballspieler. In den 1950er-Jahren spielte er für die Betriebssportgemeinschaft (BSG) Motor Zwickau in der DDR-Oberliga, der höchsten Liga im DDR-Fußball.

## Sportliche Laufbahn
Zur Saison 1952/53 wurde der 23-jährige Manfred Neumerkel in den Oberligakader von Motor Zwickau aufgenommen. Er bestritt jedoch nur die ersten beiden Oberligaspiele, in denen er als rechter Läufer eingesetzt wurde. 1953/54 wurde Neumerkel als Verteidiger zum Stammspieler. Hauptsächlich auf der rechten Seite aufgeboten, bestritt er alle 28 Oberligaspiele. Im ersten Punktspiel der Saison 1954/55 verletzte sich Neumerkel so schwer, dass er für elf Spiele ausfiel und danach auch nur noch sporadisch in sieben weiteren Oberligabegegnungen zum Einsatz kam. Im Herbst 1955 wurde zum Wechsel in den Sommer-Frühling-Spielrhythmus in der Oberliga eine Zwischenrunde mit dreizehn Spielen ausgetragen. Neumerkel war inzwischen wieder voll einsatzfähig und fehlte nur bei einem Spiel. Auch die Hinrunde der Spielzeit 1956 verlief für Neumerkel positiv. In den 13 Oberligaspielen kam er elfmal zum Einsatz, durchgehend als zentraler Verteidiger. Danach fehlte er aber in der Rückrunde komplett. Es deutete sich das Ende seiner Karriere an, denn 1957 kam er gar nicht zum Einsatz, 1958 spielte er zweimal, 1959 nur einmal in der Oberliga. In den beiden folgenden Spielzeiten wurde Neumerkel zwar noch als Verteidiger für die Oberliga gemeldet, wurde aber nur noch in der Reservemannschaft eingesetzt. In seinen sieben Oberligaspielzeiten war Manfred Neumerkel auf 64 Oberligaspiele gekommen, kam aber nie zum Torerfolg.